# Оденат
Луций Септимий Оденат (пальмирский: , лат. Lucius Septimius Odaenathus, др.-греч. Οδαίναθος) — в 260—267 годах правитель Пальмирского царства, «царь царей» и «стратег всего Востока» с 263 года.

## Биография
Оденат был выходцем из местной знати. В середине 240 года был назначен правителем Пальмиры. В 260 году, когда император Валериан I попал в плен к персидскому шаху Шапуру, Оденат взял власть над Сирией в свои руки. Собрав небольшое войско, он неожиданно напал на персов, когда они переправлялись через Евфрат. Вернувшись в Пальмиру в 261 году, он обнаружил, что власть захватил узурпатор Макриан, объявивший себя и двух своих сыновей Макриана Младшего и Квиета императорами. Набрав войско, Макриан вместе со своим старшим сыном двинулся против другого узурпатора Авреола, но был разбит им в Иллирии. Узнав об этом, Оденат организовал убийство Квиета, при этом обставив его так, будто он защищал права законного императора Галлиена, сына Валериана. В благодарность за это Галлиен в 262 году признал Одената правителем Востока.
Расправившись с соперниками, Оденат предпринял несколько походов против Персии, захватил города Эдессу, Низибис и Карры, несколько раз брал персидскую столицу Ктесифон. Таким образом под контролем Одената оказалась почти вся Месопотамия. Он взял себе персидский титул шахиншаха (царя царей) и назначил своего старшего сына Герода (Гайрана) своим соправителем.
В 267 году Оденат и Герод были убиты двоюродным братом Одената Меонием. Согласно Требеллию Поллиону, это было сделано по наущению второй жены Одената, Зенобии, которая хотела, чтобы её сын Вабаллат наследовал Оденату вместо Герода, который был сыном Одената от другой женщины.